# Eutrichosiphum narafoliae
Eutrichosiphum narafoliae är en insektsart som först beskrevs av Shinji 1922.  Eutrichosiphum narafoliae ingår i släktet Eutrichosiphum och familjen långrörsbladlöss. Inga underarter finns listade i Catalogue of Life.